# مونتا (وایومینگ)
مونتا (به انگلیسی: Moneta) یک منطقهٔ مسکونی در ایالات متحده آمریکا است که در شهرستان فرمونت، وایومینگ واقع شده‌است. مونتا ۱٬۶۵۸٫۱۳ متر بالاتر از سطح دریا قرار دارد.